# 南合齿兽属
諾托合齒獸屬（學名：Notosyodon）是已滅絕合弓綱的一屬，屬於恐頭獸亞目的合齒獸科。化石是一些破碎的頭顱骨，發現於二疊紀中期的俄羅斯、哈薩克斯坦，可能是合齒獸的異名。